# Herwig Wolfram
Herwig Wolfram (* 14. února 1934 Vídeň) je rakouský historik a emeritní profesor Vídeňské univerzity. V letech 1983–2002 působil jako ředitel Ústavu pro rakouský dějezpyt.

## Život
V letech 1952–1957 vystudoval Univerzitu ve Vídni obor historie-latina. Od roku 1959 působil na téže univerzitě jako asistent. V roce 1966 se habilitoval. V roce 1971 byl jmenován řádným profesorem středověkých dějin na Vídeňské univerzitě, kde působil až do svého odchodu do penze. Zároveň byl v letech 1983–2002 ředitelem Ústavu pro rakouský dějezpyt (Institut für Österreichische Geschichtsforschung). Jeho knihy byly přeloženy do mnoha jazyků (např. angličtiny, španělštiny, italštiny, ruštiny, polštiny).

## Publikace
- Splendor Imperii. Graz ; Köln : Böhlau, 1963. 199 s.
- Intitulatio I. Böhlau, Wien 1967.
- Intitulatio II. (editor). Böhlau, Wien 1972.
- Conversio Bagoariorum et Carantanorum : Das Weissbuch der Salzburger Kirche über die erfolgreiche Mission in Karantanien und Pannonien. Wien, Köln, Graz : Böhlau, 1979. 167 s. ISBN 3-205-08361-X.
- Geschichte der Goten. Entwurf einer historischen Ethnographie. München : Beck, 1979. 495 s. ISBN 3-406-04027-6. 2. vyd. 1980. 3. (1990) a další vydání pod názvem: Die Goten. Von den Anfängen bis zur Mitte des sechsten Jahrhunderts.
- Das Reich und die Germanen : zwischen Antike und Mittelalter. Berlin : Siedler, 1990. 476 s. ISBN 3-88680-168-3.
- Österreichische Geschichte (378-907). Grenzen und Räume. Wien : Ueberreuter, 1995. 503 s. ISBN 3-8000-3524-3.
- Salzburg, Bayern, Österreich : die Conversio Bagoariorum et Carantanorum und die Quellen ihrer Zeit. Wien, Oldenbourg 1995.
- Die Germanen. Beck, München 1995. 9. vyd. 2009
- Konrad II. Kaiser dreier Reiche.München : Beck, 2000. 464 s. ISBN 3-406-46054-2.
- Die Goten und ihre Geschichte. Beck, München 2001.
- Plötzlich standen wir vor Attila. Eine Zeitreise ins Hunnenreich. Ueberreuter, Wien 2002.
- Gotische Studien. Volk und Herrschaft im Frühen Mittelalter. Beck, München 2005.